# Бут-Казмаляр
Бут-Казмаляр (лезг. Бутан къазма) — село в Магарамкентском районе Республики Дагестан.
Образует сельское поселение село Бут-Казмаляр как единственный населённый пункт в его составе.

## География
Село Бут-Казмаляр находится на юге Дагестана рядом с российско-азербайджанской границей. В 3 км западнее села проходит автодорога Р217 «Кавказ». В 2 км восточнее села протекает река Самур. Ближайшие населённые пункты — село Новый Аул (на севере), село Гапцах (на юге) и село Луткун-Ятаг (на западе).

## Население
| 1926  | 1939  | 1970  | 1989  | 2002  | 2010  | 2012  |
| ----- | ----- | ----- | ----- | ----- | ----- | ----- |
| 131   | ↘60   | ↗494  | ↗1360 | ↗2676 | ↗3127 | ↗3182 |
| 2013  | 2014  | 2015  | 2016  | 2017  | 2018  | 2019  |
| ↗3215 | ↗3260 | ↗3263 | ↘3262 | ↗3285 | ↗3299 | ↗3319 |
| 2020  | 2021  | 2023  | 2024  | 2025  |       |       |
| ↗3326 | ↘2946 | ↗2963 | ↗2981 | ↗2995 |       |       |

В 1960-е годы в Бут-Казмаляр были переселены жители высокогорных сел соседнего Ахтынского района: Джиг-Джиг и Гра.

## Археология
В километре к западу от села около оросительного канала «Бер-Кубу» находится археологический памятник «Бут-Казмалярские курганы». Курганы имеют круглую форму, всего их 15.